# E03号線
E03号線 (E03ごうせん、英: European route E03) はフランスにあり、シェルブール – レンヌ – ナント – ラ・ロシェルを結ぶ、欧州自動車道路のAクラス道路。

## 経路
全長459 km (285 mi)で、フランス国道に沿っている。途中・シェルブールからカランタンまでは、E46号線および国道13号線との共用路線である。カランタンからは、国道174号線に沿い、途中、サン＝ロー南部のジャンクション40からオートルートに移りオートルート A84を進み、レンヌで環状線である国道136号線に接続後、国道137号線をナントまで進む。ナントでは環状線である国道844号線を経て、オートルート A83、国道11号線を経由して、ラ・ロシェルに至る。